# Pelee Island Airport
Pelee Island Airport är en flygplats i Kanada. Den ligger i den sydöstra delen av landet, 700 km sydväst om huvudstaden Ottawa. Pelee Island Airport ligger 175 meter över havet.
Terrängen runt Pelee Island Airport är mycket platt. Runt Pelee Island Airport är det mycket glesbefolkat, med 7 invånare per kvadratkilometer.. 
Omgivningarna runt Pelee Island Airport är en mosaik av jordbruksmark och naturlig växtlighet.